# Подлесново (Костромская область)
Подлесново — упразднённая деревня в Антроповском районе Костромской области России. На момент упразднения входила в состав Котельниковского сельсовета.

## География
Урочище находится в центральной части Костромской области, в подзоне южной тайги, на левом берегу реки Левды (правый приток Шачи), на расстоянии приблизительно 36 километров (по прямой) к югу от посёлка Антропово, административного центра района. Абсолютная высота — 148 метров над уровнем моря.

### Климат
Климат характеризуется как умеренно континентальный, с продолжительной холодной многоснежной зимой и коротким сравнительно тёплым летом. Среднегодовая температура воздуха — 2,5 °C. Средняя температура воздуха самого холодного месяца (января) — −12,6 °C (абсолютный минимум — −38 °C); самого тёплого месяца (июля) — 18,2 °C (абсолютный максимум — 36 °С). Годовое количество атмосферных осадков — 500—550 мм, из которых большая часть выпадает в тёплый период.

## История
В «Списке населенных мест Костромской губернии по сведениям 1870-72 годов» населённый пункт упомянут как деревня Макарьевского уезда, расположенная при речке Левде, в 72 верстах от уездного города. В Подлеснове насчитывалось 13 дворов и проживало 90 человек (46 мужчин и 44 женщины).
В 1907 году в деревне, относящейся к Кусской волости, имелось 35 дворов и проживало 193 человека.
По состоянию на 1 января 1981 года входила в состав Котельниковского сельсовета. Исключена из учётных данных в июне 1997 году как фактически несуществующая.